# Protarache fuscibasis
Protarache fuscibasis là một loài bướm đêm trong họ Noctuidae.